# Seznam medailistů na mistrovství světa v klasickém lyžování – skoky na lyžích
Seznam medailistů na mistrovství světa v klasickém lyžování – skoky na lyžích uvádí přehled závodníků, kteří získali medaile v soutěžních disciplínách jednotlivců nebo družstev ve skoku na lyžích na mistrovstvích světa v klasickém lyžování.

## Muži

### Střední můstek (muži)
Od roku 1962.

| Rok                   | Můstek | Zlato                                                      | Stříbro                                               | Bronz                                                 |
| --------------------- | ------ | ---------------------------------------------------------- | ----------------------------------------------------- | ----------------------------------------------------- |
| MS 1962 Zakopané      | K65    | Toralf Engan Norsko (NOR)                                  | Antoni Łaciak Polsko (POL)                            | Helmut Recknagel Německá demokratická republika (GDR) |
| MS 1966 Oslo          | K75    | Bjørn Wirkola Norsko (NOR)                                 | Dieter Neuendorf Německá demokratická republika (GDR) | Paavo Lukkariniemi Finsko (FIN)                       |
| MS 1970 Vysoké Tatry  | K80    | Garij Napalkov Sovětský svaz (URS)                         | Jukio Kasaja Japonsko (JPN)                           | Lars Grini Norsko (NOR)                               |
| MS 1974 Falun         | K85    | Hans-Georg Aschenbach Německá demokratická republika (GDR) | Dietrich Kampf Německá demokratická republika (GDR)   | Alexej Borovitin Sovětský svaz (URS)                  |
| MS 1978 Lahti         | K85    | Matthias Buse Německá demokratická republika (GDR)         | Henry Glaß Německá demokratická republika (GDR)       | Alexej Borovitin Sovětský svaz (URS)                  |
| MS 1982 Oslo          | K85    | Armin Kogler Rakousko (AUT)                                | Jari Puikkonen Finsko (FIN)                           | Ole Bremseth Norsko (NOR)                             |
| MS 1985 Seefeld       | K90    | Jens Weissflog Německá demokratická republika (GDR)        | Andreas Felder Rakousko (AUT)                         | Per Bergerud Norsko (NOR)                             |
| MS 1987 Oberstdorf    | K90    | Jiří Parma Československo (TCH)                            | Matti Nykänen Finsko (FIN)                            | Vegard Opaas Norsko (NOR)                             |
| MS 1989 Lahti         | K90    | Jens Weissflog Německá demokratická republika (GDR)        | Ari-Pekka Nikkola Finsko (FIN)                        | Heinz Kuttin Rakousko (AUT)                           |
| MS 1991 Val di Fiemme | K90    | Heinz Kuttin Rakousko (AUT)                                | Kent Johanssen Norsko (NOR)                           | Ari-Pekka Nikkola Finsko (FIN)                        |
| MS 1993 Falun         | K90    | Masahiko Harada Japonsko (JPN)                             | Andreas Goldberger Rakousko (AUT)                     | Jaroslav Sakala Česko (CZE)                           |
| MS 1995 Thunder Bay   | K90    | Takanobu Okabe Japonsko (JPN)                              | Hiroja Saitó Japonsko (JPN)                           | Mika Laitinen Finsko (FIN)                            |
| MS 1997 Trondheim     | K90    | Janne Ahonen Finsko (FIN)                                  | Masahiko Harada Japonsko (JPN)                        | Andreas Goldberger Rakousko (AUT)                     |
| MS 1999 Ramsau        | K90    | Kazujoši Funaki Japonsko (JPN)                             | Hideharu Mijahira Japonsko (JPN)                      | Masahiko Harada Japonsko (JPN)                        |
| MS 2001 Lahti         | K90    | Adam Małysz Polsko (POL)                                   | Martin Schmitt Německo (GER)                          | Martin Höllwarth Rakousko (AUT)                       |
| MS 2003 Val di Fiemme | K95    | Adam Małysz Polsko (POL)                                   | Tommy Ingebrigtsen Norsko (NOR)                       | Noriaki Kasai Japonsko (JPN)                          |
| MS 2005 Oberstdorf    | HS100  | Rok Benkovič Slovinsko (SLO)                               | Jakub Janda Česko (CZE)                               | Janne Ahonen Finsko (FIN)                             |
| MS 2007 Sapporo       | HS100  | Adam Małysz Polsko (POL)                                   | Simon Ammann Švýcarsko (SUI)                          | Thomas Morgenstern Rakousko (AUT)                     |
| MS 2009 Liberec       | HS100  | Wolfgang Loitzl Rakousko (AUT)                             | Gregor Schlierenzauer Rakousko (AUT)                  | Simon Ammann Švýcarsko (SUI)                          |
| MS 2011 Oslo          | HS106  | Thomas Morgenstern Rakousko (AUT)                          | Andreas Kofler Rakousko (AUT)                         | Adam Małysz Polsko (POL)                              |
| MS 2013 Val di Fiemme | HS106  | Anders Bardal Norsko (NOR)                                 | Gregor Schlierenzauer Rakousko (AUT)                  | Peter Prevc Slovinsko (SLO)                           |
| MS 2015 Falun         | HS100  | Rune Velta Norsko (NOR)                                    | Severin Freund Německo (GER)                          | Stefan Kraft Rakousko (AUT)                           |
| MS 2017 Lahti         | HS100  | Stefan Kraft Rakousko (AUT)                                | Andreas Wellinger Německo (GER)                       | Markus Eisenbichler Německo (GER)                     |
| MS 2019 Seefeld       | HS109  | Dawid Kubacki Polsko (POL)                                 | Kamil Stoch Polsko (POL)                              | Stefan Kraft Rakousko (AUT)                           |
| MS 2021 Oberstdorf    | HS106  | Piotr Żyła Polsko (POL)                                    | Karl Geiger Německo (GER)                             | Anže Lanišek Slovinsko (SLO)                          |
| MS 2023 Planica       | HS102  | Piotr Żyła Polsko (POL)                                    | Andreas Wellinger Německo (GER)                       | Karl Geiger Německo (GER)                             |
| MS 2025 Trondheim     | HS102  | Marius Lindvik Norsko (NOR)                                | Andreas Wellinger Německo (GER)                       | Jan Hörl Rakousko (AUT)                               |

### Velký můstek (muži)
Od roku 1925.

| Rok                       | Můstek | Zlato                                                      | Stříbro                                              | Bronz                                                 |
| ------------------------- | ------ | ---------------------------------------------------------- | ---------------------------------------------------- | ----------------------------------------------------- |
| MS 1925 Janské Lázně      | K45    | Wilhelm Dick Československo (TCH)                          | Henry Ljungmann Norsko (NOR)                         | František Wende Československo (TCH)                  |
| MS 1926 Lahti             | K40    | Jacob Tullin Thams Norsko (NOR)                            | Otto Aasen Norsko (NOR)                              | Georg Østerholt Norsko (NOR)                          |
| MS 1927 Cortina d'Ampezzo | K50    | Tore Edman Švédsko (SWE)                                   | Wilhelm Dick Československo (TCH)                    | Bertil Carlsson Švédsko (SWE)                         |
| MS 1929 Zakopané          | K60    | Sigmund Ruud Norsko (NOR)                                  | Kristian Johansson Norsko (NOR)                      | Hans Kleppen Norsko (NOR)                             |
| MS 1930 Oslo              | K50    | Gunnar Andersen Norsko (NOR)                               | Reidar Andersen Norsko (NOR)                         | Sigmund Ruud Norsko (NOR)                             |
| MS 1931 Oberhof           | K55    | Birger Ruud Norsko (NOR)                                   | Fritz Kaufmann Švýcarsko (SUI)                       | Sven Eriksson Švédsko (SWE)                           |
| MS 1933 Innsbruck         | K70    | Marcel Reymond Švýcarsko (SUI)                             | Rudolf Burkert Československo (TCH)                  | Sven Eriksson Švédsko (SWE)                           |
| MS 1934 Sollefteå         | K60    | Kristian Johansson Norsko (NOR)                            | Arne Hovde Norsko (NOR)                              | Sven Eriksson Švédsko (SWE)                           |
| MS 1935 Vysoké Tatry      | K55    | Birger Ruud Norsko (NOR)                                   | Reidar Andersen Norsko (NOR)                         | Alf Andersen Norsko (NOR)                             |
| MS 1937 Chamonix          | K60    | Birger Ruud Norsko (NOR)                                   | Reidar Andersen Norsko (NOR)                         | Sigurd Sollid Norsko (NOR)                            |
| MS 1938 Lahti             | K65    | Asbjørn Ruud Norsko (NOR)                                  | Stanisław Marusarz Polsko (POL)                      | Hilmar Myhra Norsko (NOR)                             |
| MS 1939 Zakopané          | K75    | Sepp Bradl Německo (GER)                                   | Birger Ruud Norsko (NOR)                             | Arnholdt Kongsgaard Norsko (NOR)                      |
| MS 1950 Lake Placid       | K80    | Hans Bjørnstad Norsko (NOR)                                | Thure Lindgren Švédsko (SWE)                         | Arnfinn Bergmann Norsko (NOR)                         |
| MS 1954 Falun             | K80    | Matti Pietikäinen Finsko (FIN)                             | Veikko Heinonen Finsko (FIN)                         | Bror Östman Švédsko (SWE)                             |
| MS 1958 Lahti             | K70    | Juhani Kärkinen Finsko (FIN)                               | Ensio Hyytiä Finsko (FIN)                            | Helmut Recknagel Německá demokratická republika (GDR) |
| MS 1962 Zakopané          | K90    | Helmut Recknagel Německá demokratická republika (GDR)      | Nikolaj Kamenskij Sovětský svaz (URS)                | Niilo Halonen Finsko (FIN)                            |
| MS 1966 Oslo              | K85    | Bjørn Wirkola Norsko (NOR)                                 | Takaši Fudžisawa Japonsko (JPN)                      | Kjell Sjöberg Švédsko (SWE)                           |
| MS 1970 Vysoké Tatry      | K100   | Garij Napalkov Sovětský svaz (URS)                         | Jiří Raška Československo (TCH)                      | Stanisław Gąsienica Polsko (POL)                      |
| MS 1974 Falun             | K100   | Hans-Georg Aschenbach Německá demokratická republika (GDR) | Heinz Wossipiwo Německá demokratická republika (GDR) | Rudolf Höhnl Československo (TCH)                     |
| MS 1978 Lahti             | K110   | Tapio Räisänen Finsko (FIN)                                | Alois Lipburger Rakousko (AUT)                       | Falko Weißpflog Německá demokratická republika (GDR)  |
| MS 1982 Oslo              | K105   | Matti Nykänen Finsko (FIN)                                 | Olav Hansson Norsko (NOR)                            | Armin Kogler Rakousko (AUT)                           |
| MS 1985 Seefeld           | K109   | Per Bergerud Norsko (NOR)                                  | Jari Puikkonen Finsko (FIN)                          | Matti Nykänen Finsko (FIN)                            |
| MS 1987 Oberstdorf        | K115   | Andreas Felder Rakousko (AUT)                              | Vegard Opaas Norsko (NOR)                            | Ernst Vettori Rakousko (AUT)                          |
| MS 1989 Lahti             | K114   | Jari Puikkonen Finsko (FIN)                                | Jens Weissflog Německá demokratická republika (GDR)  | Matti Nykänen Finsko (FIN)                            |
| MS 1991 Val di Fiemme     | K115   | Franci Petek Jugoslávie (YUG)                              | Rune Olijnyk Norsko (NOR)                            | Jens Weissflog Německo (GER)                          |
| MS 1993 Falun             | K115   | Espen Bredesen Norsko (NOR)                                | Jaroslav Sakala Česko (CZE)                          | Andreas Goldberger Rakousko (AUT)                     |
| MS 1995 Thunder Bay       | K120   | Tommy Ingebrigtsen Norsko (NOR)                            | Andreas Goldberger Rakousko (AUT)                    | Jens Weissflog Německo (GER)                          |
| MS 1997 Trondheim         | K120   | Masahiko Harada Japonsko (JPN)                             | Dieter Thoma Německo (GER)                           | Sylvain Freiholz Švýcarsko (SUI)                      |
| MS 1999 Ramsau            | K120   | Martin Schmitt Německo (GER)                               | Sven Hannawald Německo (GER)                         | Hideharu Mijahira Japonsko (JPN)                      |
| MS 2001 Lahti             | K116   | Martin Schmitt Německo (GER)                               | Adam Małysz Polsko (POL)                             | Janne Ahonen Finsko (FIN)                             |
| MS 2003 Val di Fiemme     | K120   | Adam Małysz Polsko (POL)                                   | Matti Hautamäki Finsko (FIN)                         | Noriaki Kasai Japonsko (JPN)                          |
| MS 2005 Oberstdorf        | HS137  | Janne Ahonen Finsko (FIN)                                  | Roar Ljøkelsøy Norsko (NOR)                          | Jakub Janda Česko (CZE)                               |
| MS 2007 Sapporo           | HS134  | Simon Ammann Švýcarsko (SUI)                               | Harri Olli Finsko (FIN)                              | Roar Ljøkelsøy Norsko (NOR)                           |
| MS 2009 Liberec           | HS134  | Andreas Küttel Švýcarsko (SUI)                             | Martin Schmitt Německo (GER)                         | Anders Jacobsen Norsko (NOR)                          |
| MS 2011 Oslo              | HS134  | Gregor Schlierenzauer Rakousko (AUT)                       | Thomas Morgenstern Rakousko (AUT)                    | Simon Ammann Švýcarsko (SUI)                          |
| MS 2013 Val di Fiemme     | HS134  | Kamil Stoch Polsko (POL)                                   | Peter Prevc Slovinsko (SVN)                          | Anders Jacobsen Norsko (NOR)                          |
| MS 2015 Falun             | HS134  | Severin Freund Německo (GER)                               | Gregor Schlierenzauer Rakousko (AUT)                 | Rune Velta Norsko (NOR)                               |
| MS 2017 Lahti             | HS130  | Stefan Kraft Rakousko (AUT)                                | Andreas Wellinger Německo (GER)                      | Piotr Żyła Polsko (POL)                               |
| MS 2019 Seefeld           | HS130  | Markus Eisenbichler Německo (GER)                          | Karl Geiger Německo (GER)                            | Killian Peier Švýcarsko (SUI)                         |
| MS 2021 Oberstdorf        | HS137  | Stefan Kraft Rakousko (AUT)                                | Robert Johansson Norsko (NOR)                        | Karl Geiger Německo (GER)                             |
| MS 2023 Planica           | HS138  | Timi Zajc Slovinsko (SLO)                                  | Rjójú Kobajaši Japonsko (JPN)                        | Dawid Kubacki Polsko (POL)                            |
| MS 2025 Trondheim         | HS138  | Domen Prevc Slovinsko (SLO)                                | Jan Hörl Rakousko (AUT)                              | Rjójú Kobajaši Japonsko (JPN)                         |

### Velký můstek družstva (muži)
Od roku 1982; v roce 1984 se uskutečnilo mimořádné mistrovství světa ve švýcarském Engelbergu, protože závod družstev nebyl na programu ZOH 1984 v Sarajevu.

| Rok                   | Můstek | Zlato                                                                                  | Stříbro                                                                                          | Bronz                                                                                             |
| --------------------- | ------ | -------------------------------------------------------------------------------------- | ------------------------------------------------------------------------------------------------ | ------------------------------------------------------------------------------------------------- |
| MS 1982 Oslo          | K105   | Norsko (NOR) Johan Sætre Per Bergerud Ole Bremseth Olav Hansson                        | Rakousko (AUT) Hans Wallner Hubert Neuper Armin Kogler Andreas Felder                            | Finsko (FIN) Keijo Korhonen Jari Puikkonen Pentti Kokkonen Matti Nykänen                          |
| MS 1984 Engelberg     | K120   | Finsko (FIN) Markku Pusenius Pentti Kokkonen Jari Puikkonen Matti Nykänen              | Německá demokratická republika (GDR) Ulf Findeisen Matthias Buse Klaus Ostwald Jens Weissflog    | Československo (TCH) Ladislav Dluhoš Vladimír Podzimek Jiří Parma Pavel Ploc                      |
| MS 1985 Seefeld       | K109   | Finsko (FIN) Tuomo Ylipulli Pentti Kokkonen Matti Nykänen Jari Puikkonen               | Rakousko (AUT) Andreas Felder Armin Kogler Günther Stranner Ernst Vettori                        | Německá demokratická republika (GDR) Frank Sauerbrey Manfred Deckert Klaus Ostwald Jens Weissflog |
| MS 1987 Oberstdorf    | K115   | Finsko (FIN) Matti Nykänen Ari-Pekka Nikkola Tuomo Ylipulli Pekka Suorsa               | Norsko (NOR) Ole Christian Eidhammer Hroar Stjernen Ole Gunnar Fidjestøl Vegard Opaas            | Rakousko (AUT) Ernst Vettori Richard Schallert Franz Neuländtner Andreas Felder                   |
| MS 1989 Lahti         | K114   | Finsko (FIN) Ari-Pekka Nikkola Jari Puikkonen Matti Nykänen Risto Laakkonen            | Norsko (NOR) Magne Johansen Clas-Brede Bråthen Ole Gunnar Fidjestøl Jon Inge Kjørum              | Československo (TCH) Jiří Parma Martin Švagerko Ladislav Dluhoš Pavel Ploc                        |
| MS 1991 Val di Fiemme | K115   | Rakousko (AUT) Heinz Kuttin Ernst Vettori Stefan Horngacher Andreas Felder             | Finsko (FIN) Ari-Pekka Nikkola Raimo Ylipulli Vesa Hakala Risto Laakonen                         | Německo (GER) Heiko Hunger André Kiesewetter Dieter Thoma Jens Weissflog                          |
| MS 1993 Falun         | K115   | Norsko (NOR) Bjørn Myrbakken Helge Brendryen Øyvind Berg Espen Bredesen                | Česko (CZE) Martin Švagerko František Jež Jiří Parma Jaroslav Sakala                             | Rakousko (AUT) Ernst Vettori Heinz Kuttin Stefan Horngacher Andreas Goldberger                    |
| MS 1995 Thunder Bay   | K120   | Finsko (FIN) Jani Soininen Janne Ahonen Mika Laitinen Ari-Pekka Nikkola                | Německo (GER) Jens Weissflog Gerd Siegmund Hansjörg Jäkle Dieter Thoma                           | Japonsko (JPN) Takanobu Okabe Džinja Nišikata Hiroja Saitó Naoki Jasuzaki                         |
| MS 1997 Trondheim     | K120   | Finsko (FIN) Ari-Pekka Nikkola Jani Soininen Mika Laitinen Janne Ahonen                | Japonsko (JPN) Kazujoši Funaki Takanobu Okabe Masahiko Harada Hiroja Saitó                       | Německo (GER) Christof Duffner Martin Schmitt Hansjörg Jäkle Dieter Thoma                         |
| MS 1999 Ramsau        | K120   | Německo (GER) Sven Hannawald Christof Duffner Dieter Thoma Martin Schmitt              | Japonsko (JPN) Noriaki Kasai Hideharu Mijahira Masahiko Harada Kazujoši Funaki                   | Rakousko (AUT) Andreas Widhölzl Martin Höllwarth Reinhard Schwarzenberger Stefan Horngacher       |
| MS 2001 Lahti         | K116   | Německo (GER) Sven Hannawald Michael Uhrmann Alexander Herr Martin Schmitt             | Finsko (FIN) Risto Jussilainen Jani Soininen Ville Kantee Janne Ahonen                           | Rakousko (AUT) Andreas Goldberger Wolfgang Loitzl Martin Höllwarth Stefan Horngacher              |
| MS 2003 Val di Fiemme | K120   | Finsko (FIN) Janne Ahonen Tami Kiuru Arttu Lappi Matti Hautamäki                       | Japonsko (JPN) Kazujoši Funaki Akira Higaši Hideharu Mijahira Noriaki Kasai                      | Norsko (NOR) Tommy Ingebrigtsen Lars Bystøl Sigurd Pettersen Bjørn Einar Romøren                  |
| MS 2005 Oberstdorf    | HS137  | Rakousko (AUT) Wolfgang Loitzl Andreas Widhölzl Thomas Morgenstern Martin Höllwarth    | Finsko (FIN) Risto Jussilainen Tami Kiuru Matti Hautamäki Janne Ahonen                           | Norsko (NOR) Bjørn Einar Romøren Sigurd Pettersen Lars Bystøl Roar Ljøkelsøy                      |
| MS 2007 Sapporo       | HS134  | Rakousko (AUT) Wolfgang Loitzl Gregor Schlierenzauer Andreas Kofler Thomas Morgenstern | Norsko (NOR) Tom Hilde Anders Bardal Anders Jacobsen Roar Ljøkelsøy                              | Japonsko (JPN) Šóhei Točimoto Takanobu Okabe Daiki Itó Noriaki Kasai                              |
| MS 2009 Liberec       | HS134  | Rakousko (AUT) Wolfgang Loitzl Martin Koch Thomas Morgenstern Gregor Schlierenzauer    | Norsko (NOR) Anders Bardal Tom Hilde Johan Remen Evensen Anders Jacobsen                         | Japonsko (JPN) Šóhei Točimoto Takanobu Okabe Daiki Itó Noriaki Kasai                              |
| MS 2011 Oslo          | HS134  | Rakousko (AUT) Gregor Schlierenzauer Martin Koch Andreas Kofler Thomas Morgenstern     | Norsko (NOR) Anders Jacobsen Bjoern Einar Romoeren Anders Bardal Tom Hilde                       | Slovinsko (SLO) Peter Prevc Jurij Tepeš Jernej Damjan Robert Kranjec                              |
| MS 2013 Val di Fiemme | HS134  | Rakousko (AUT) Wolfgang Loitzl Manuel Fettner Thomas Morgenstern Gregor Schlierenzauer | Norsko (NOR) Andreas Stjernen Tom Hilde Anders Bardal Anders Jacobsen                            | Německo (GER) Andreas Wank Severin Freund Michael Neumayer Richard Freitag                        |
| MS 2015 Falun         | HS134  | Norsko (NOR) Anders Bardal Anders Jacobsen Anders Fannemel Rune Velta                  | Rakousko (AUT) Stefan Kraft Michael Hayböck Manuel Poppinger Gregor Schlierenzauer               | Polsko (POL) Piotr Żyła Klemens Murańka Jan Ziobro Kamil Stoch                                    |
| MS 2017 Lahti         | HS130  | Polsko (POL) Piotr Żyła Dawid Kubacki Maciej Kot Kamil Stoch                           | Norsko (NOR) Anders Fannemel Johann André Forfang Daniel-André Tande Andreas Stjernen            | Rakousko (AUT) Michael Hayböck Manuel Fettner Gregor Schlierenzauer Stefan Kraft                  |
| MS 2019 Seefeld       | HS130  | Německo (GER) Karl Geiger Richard Freitag Stephan Leyhe Markus Eisenbichler            | Rakousko (AUT) Philipp Aschenwald Michael Hayböck Daniel Huber Stefan Kraft                      | Japonsko (JPN) Jukija Sató Daiki Itó Džunshiró Kobajaši Rjójú Kobajaši                            |
| MS 2021 Oberstdorf    | HS137  | Německo (GER) Pius Paschke Severin Freund Markus Eisenbichler Karl Geiger              | Rakousko (AUT) Philipp Aschenwald Jan Hörl Daniel Huber Stefan Kraft                             | Polsko (POL) Piotr Żyła Andrzej Stękała Kamil Stoch Dawid Kubacki                                 |
| MS 2023 Planica       | HS138  | Slovinsko (SLO) Lovro Kos Žiga Jelar Timi Zajc Anže Lanišek                            | Norsko (NOR) Johann André Forfang Kristoffer Eriksen Sundal Marius Lindvik Halvor Egner Granerud | Rakousko (AUT) Daniel Tschofenig Michael Hayböck Jan Hörl Stefan Kraft                            |
| MS 2025 Trondheim     | HS138  | Slovinsko (SLO) Lovro Kos Domen Prevc Timi Zajc Anže Lanišek                           | Rakousko (AUT) Daniel Tschofenig Maximilian Ortner Stefan Kraft Jan Hörl                         | Norsko (NOR) Johann André Forfang Robin Pedersen Kristoffer Eriksen Sundal Marius Lindvik         |

### Střední můstek družstva (muži)
- Soutěž se konala pouze v letech 2001, 2005 a 2011
- Od 2011 není již na programu MS.

| Rok                | Můstek | Zlato                                                                                | Stříbro                                                                   | Bronz                                                                        |
| ------------------ | ------ | ------------------------------------------------------------------------------------ | ------------------------------------------------------------------------- | ---------------------------------------------------------------------------- |
| MS 2001 Lahti      | K90    | Rakousko (AUT) Wolfgang Loitzl Andreas Goldberger Stefan Horngacher Martin Höllwarth | Finsko (FIN) Matti Hautamäki Risto Jussilainen Ville Kantee Janne Ahonen  | Německo (GER) Sven Hannawald Michael Uhrmann Alexander Herr Martin Schmitt   |
| MS 2005 Oberstdorf | HS100  | Rakousko (AUT) Wolfgang Loitzl Andreas Widhölzl Thomas Morgenstern Martin Höllwarth  | Německo (GER) Michael Neumayer Martin Schmitt Michael Uhrmann Georg Späth | Slovinsko (SVN) Primož Peterka Jure Bogataj Rok Benkovič Jernej Damjan       |
| MS 2011 Oslo       | HS106  | Rakousko (AUT) Gregor Schlierenzauer Martin Koch Andreas Kofler Thomas Morgenstern   | Norsko (NOR) Anders Jacobsen Bjørn Einar Romøren Anders Bardal Tom Hilde  | Německo (GER) Martin Schmitt Michael Neumayer Michael Uhrmann Severin Freund |

## Ženy

### Střední můstek (ženy)
Od roku 2009.

| Rok                   | Můstek | Zlato                                          | Stříbro                         | Bronz                                     |
| --------------------- | ------ | ---------------------------------------------- | ------------------------------- | ----------------------------------------- |
| MS 2009 Liberec       | HS100  | Lindsey Van Spojené státy americké (USA)       | Ulrike Grässler Německo (GER)   | Anette Sagen Norsko (NOR)                 |
| MS 2011 Oslo          | HS106  | Daniela Iraschko Rakousko (AUT)                | Elena Runggaldier Itálie (ITA)  | Coline Mattel Francie (FRA)               |
| MS 2013 Val di Fiemme | HS106  | Sarah Hendrickson Spojené státy americké (USA) | Sara Takanašiová Japonsko (JPN) | Jacqueline Seifriedsberger Rakousko (AUT) |
| MS 2015 Falun         | HS100  | Carina Vogtová Německo (GER)                   | Yuki Ito Japonsko (JPN)         | Daniela Iraschko-Stolz Rakousko (AUT)     |
| MS 2017 Lahti         | HS100  | Carina Vogtová Německo (GER)                   | Yuki Ito Japonsko (JPN)         | Sara Takanašiová Japonsko (JPN)           |
| MS 2019 Seefeld       | HS109  | Maren Lundbyová Norsko (NOR)                   | Katharina Althaus Německo (GER) | Daniela Iraschko-Stolz Rakousko (AUT)     |
| MS 2021 Oberstdorf    | HS106  | Ema Klinecová Slovinsko (SLO)                  | Maren Lundbyová Norsko (NOR)    | Sara Takanašiová Japonsko (JPN)           |
| MS 2023 Planica       | HS102  | Katharina Althaus Německo (GER)                | Eva Pinkelnig Rakousko (AUT)    | Anna Odine Strøm Norsko (NOR)             |
| MS 2025 Trondheim     | HS102  | Nika Prevcová Slovinsko (SLO)                  | Selina Freitagová Německo (GER) | Anna Odine Strøm Norsko (NOR)             |

### Velký můstek (ženy)
Od roku 2021.

| Rok                | Můstek | Zlato                           | Stříbro                         | Bronz                               |
| ------------------ | ------ | ------------------------------- | ------------------------------- | ----------------------------------- |
| MS 2021 Oberstdorf | HS137  | Maren Lundbyová Norsko (NOR)    | Sara Takanašiová Japonsko (JPN) | Nika Križnarová Slovinsko (SLO)     |
| MS 2023 Planica    | HS138  | Alexandria Loutitt Kanada (CAN) | Maren Lundbyová Norsko (NOR)    | Katharina Althaus Norsko (NOR)      |
| MS 2025 Trondheim  | HS138  | Nika Prevcová Slovinsko (SLO)   | Selina Freitagová Německo (GER) | Eirin Maria Kvandalová Norsko (NOR) |

### Střední můstek družstva (ženy)
Od roku 2019.

| Rok                | Můstek | Zlato                                                                                             | Stříbro                                                                                                 | Bronz                                                                                        |
| ------------------ | ------ | ------------------------------------------------------------------------------------------------- | --- | -------------------------------------------------------------------------------------------- |
| MS 2019 Seefeld    | HS109  | Německo (GER) Juliane Seyfarthová Ramona Straubová Carina Vogtová Katharina Althausová            | Rakousko (AUT) Eva Pinkelnigová Jacqueline Seifriedsbergerová Chiara Hölzlová Daniela Iraschko-Stolzová | Norsko (NOR) Anna Odine Strømová Ingebjørg Saglien Bråtenová Silje Opsethová Maren Lundbyová |
| MS 2021 Oberstdorf | HS106  | Rakousko (AUT) Daniela Iraschko-Stolzová Sophie Sorschagová Chiara Hölzlová Marita Kramerová      | Slovinsko (SLO) Nika Križnarová Špela Rogeljová Urša Bogatajová Ema Klinecová                           | Norsko (NOR) Silje Opsethová Anna Odine Strømová Thea Minyan Bjørsethová Maren Lundbyová     |
| MS 2023 Planica    | HS102  | Německo (GER) Anna Rupprecht Luisa Görlich Selina Freitag Katharina Althaus                       | Rakousko (AUT) Chiara Kreuzer Julia Mühlbacher Jacqueline Seifriedsberger Eva Pinkelnig                 | Norsko (NOR) Maren Lundbyová Eirin Maria Kvandal Thea Minyan Bjørseth Anna Odine Strøm       |
| MS 2025 Trondheim  | HS102  | Norsko (NOR) Anna Odine Strøm Ingvild Synnøve Midtskogen Heidi Dyhre Tråserud Eirin Maria Kvandal | Rakousko (AUT) Lisa Eder Julia Mühlbacher Jacqueline Seifriedsberger Eva Pinkelnig                      | Německo (GER) Juliane Seyfarth Katharina Schmid Agnes Reisch Selina Freitag                  |

## Smíšené soutěže

### Střední můstek smíšená družstva
- Od roku 2013.
- Od 2023 není na programu MS.

| Rok                   | Můstek | Zlato                                                                                  | Stříbro                                                                                         | Bronz                                                                                  |
| --------------------- | ------ | -------------------------------------------------------------------------------------- | ----------------------------------------------------------------------------------------------- | -------------------------------------------------------------------------------------- |
| MS 2013 Val di Fiemme | HS106  | Japonsko (JPN) Daiki Itō Taku Takeuchi Yūki Itō Sara Takanašiová                       | Rakousko (AUT) Gregor Schlierenzauer Thomas Morgenstern Chiara Hölzl Jacqueline Seifriedsberger | Německo (GER) Severin Freund Richard Freitag Carina Vogtová Ulrike Gräßler             |
| MS 2015 Falun         | HS100  | Německo (GER) Carina Vogtová Richard Freitag Katharina Althaus Severin Freund          | Norsko (NOR) Line Jahr Anders Bardal Maren Lundbyová Rune Velta                                 | Japonsko (JPN) Sara Takanašiová Noriaki Kasai Yuki Ito Taku Takeuchi                   |
| MS 2017 Lahti         | HS109  | Německo (GER) Carina Vogtová Markus Eisenbichler Svenja Würth Andreas Wellinger        | Rakousko (AUT) Daniela Iraschko-Stolz Michael Hayböck Jacqueline Seifriedsberger Stefan Kraft   | Japonsko (JPN) Sara Takanašiová Taku Takeuchi Yuki Ito Daiki Ito                       |
| MS 2019 Seefeld       | HS109  | Německo (GER) Katharina Althausová Markus Eisenbichler Juliane Seyfarthová Karl Geiger | Rakousko (AUT) Eva Pinkelnigová Philipp Aschenwald Daniela Iraschkoová-Stolzová Stefan Kraft    | Norsko (NOR) Anna Odine Strømová Robert Johansson Maren Lundbyová Andreas Stjernen     |
| MS 2021 Oberstdorf    | HS106  | Německo (GER) Katharina Althausová Markus Eisenbichler Anna Rupprechtová Karl Geiger   | Norsko (NOR) Silje Opsethová Robert Johansson Maren Lundbyová Halvor Egner Granerud             | Rakousko (AUT) Marita Kramerová Michael Hayböck Daniela Iraschko-Stolzová Stefan Kraft |
| MS 2023 Planica       | HS102  | Německo (GER) Selina Freitag Karl Geiger Katharina Althausová Andreas Wellinger        | Norsko (NOR) Anna Odine Strøm Johann André Forfang Thea Minyan Bjørseth Halvor Egner Granerud   | Slovinsko (SLO) Nika Križnar Timi Zajc Ema Klinec Anže Lanišek                         |

### Velký můstek smíšená družstva
Od roku 2025.

| Rok               | Můstek | Zlato                                                                                 | Stříbro                                                           | Bronz                                                                         |
| ----------------- | ------ | ------------------------------------------------------------------------------------- | ----------------------------------------------------------------- | ----------------------------------------------------------------------------- |
| MS 2025 Trondheim | HS138  | Norsko (NOR) Anna Odine Strøm Marius Lindvik Eirin Maria Kvandal Johann André Forfang | Slovinsko (SLO) Ema Klinec Domen Prevc Nika Prevcová Anže Lanišek | Rakousko (AUT) Eva Pinkelnig Stefan Kraft Jacqueline Seifriedsberger Jan Hörl |